# Société tunisienne du sucre
La Société tunisienne du sucre (arabe : الشركة التونسية للسكر) ou STS est une entreprise publique tunisienne fondée en 1960 et spécialisée dans le raffinage du sucre.

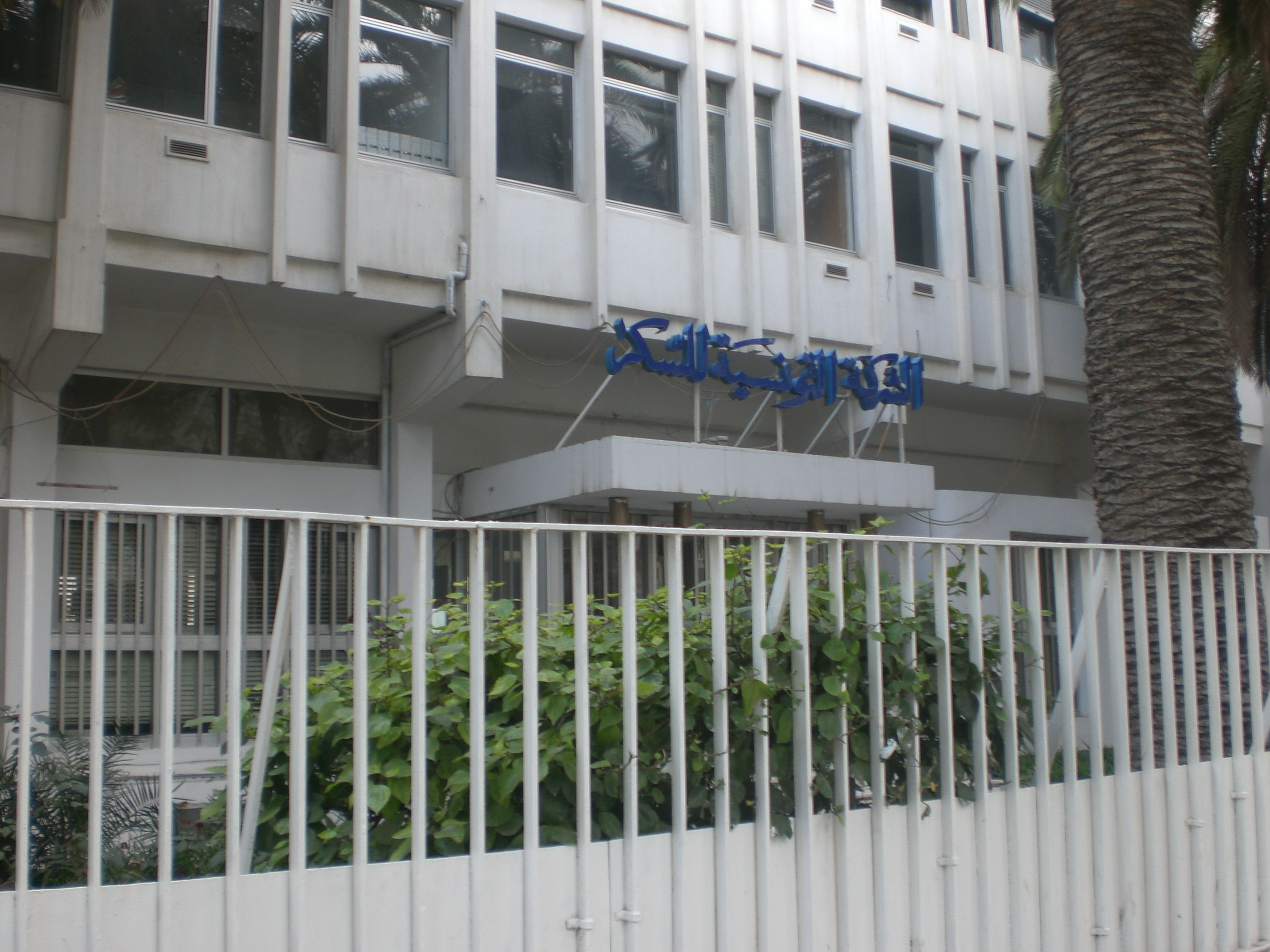
Siège de la Société tunisienne du sucre.

En août 2011, les employés observent une grève de deux jours pour protester contre la situation financière de l'entreprise, considérée comme alarmante par le PDG Mokhtar Nefzi, et les mesures jugées insuffisantes, comme le rééchelonnement de la dette, la révision des primes de raffinage ou un prêt de cinq millions de dinars.
Un renouvellement des équipements et une amélioration des prestations, via l'extension de la capacité de production de 650 à 1 000 tonnes par jour, permettrait la couverture des besoins du pays, la commercialisation de produits annexes et la création de filiales.
L'usine de Béja est à l'arrêt de septembre 2017 à mai 2018 après un incendie dans un dépôt de stockage de sucre brut.